# Веретиня
Ве́ретиня (эст. Veretinä) — деревня в волости Сетомаа уезда Вырумаа, Эстония. Исторически относится к нулку Юле-Пелска.
До административной реформы местных самоуправлений Эстонии 2017 года входила в состав волости Меремяэ (упразднена).

## География и описание
Расположена в 27 километрах к востоку от уездного центра — города Выру, в 19 километрах к юго-западу от волостного центра — посёлка Вярска и в одном километре от российско-эстонской границы. Высота над уровнем моря — 116 метров.
Климат переходный от морского к континентальному. Официальный язык — эстонский. Почтовый индекс — 65390.

## Население
По данным переписи населения 2021 года, в Веретиня насчитывалось 4 жителя, все — эстонцы.
По данным переписи населения 2011 года, в деревне проживали 3 человека, также все — эстонцы (сету в перечне национальностей выделены не были).
Численность населения деревни Веретиня по данным переписей населения:
| Год  | 1959 | 1970 | 1979 | 1989 | 2000 | 2011 | 2021 |
| ---- | ---- | ---- | ---- | ---- | ---- | ---- | ---- |
| Чел. | 67   | ↘ 37 | ↘ 27 | ↘ 12 | ↘ 5  | ↘ 3  | ↗ 4  |

## История
В письменных источниках 1584 и 1627 годов упоминается Веретея, примерно 1652 года — Веретино, 1882 года —  Веретьино (пустошь), 1904 года — Veretinna, Вере́тино, 1920 года — Veretino, 1928 года — Veretina.
На военно-топографических картах Российской империи (1846–1867 годы), в состав которой входила Лифляндская губерния, деревня обозначена как Вѣретина.
В XVIII веке деревня относилась к Тайловскому приходу, в XIX веке входила в состав общины Уланово.
Западная часть деревни называется Каамынитса (Kaamõnitsa, в 1652 году упоминается как Каменецъ), юго-восточная — Пултсува (Pultsuva, в 1855–1859 годах упоминается как Касохнова, в 1904 году — Каса́хнова). Ранее они считались отдельными деревнями.

## Происхождение топонима
Институт эстонского языка считает, что в случае сетуского происхождения топоним можно сопоставить с южно-эстонскими словами ′verev′ («красный»), ′veretama′ («краснеть») и ′veretüss′ («зарево»). Из русских слов подходят «веретье» (грубая ткань), и, особенно, — «веретея» (небольшой участок земли; длина борозды). В Печорском районе много мест с названием ′Веретье′, в Пермской области встречается ′Веретя′.